# Rubrogryllus
Rubrogryllus is een geslacht van rechtvleugeligen uit de familie krekels (Gryllidae). De wetenschappelijke naam van dit geslacht is voor het eerst geldig gepubliceerd in 1997 door Vickery.

## Soorten
Het geslacht Rubrogryllus  is monotypisch en omvat slechts de volgende soort:
- Rubrogryllus coloratus (Vickery, 1997)